# فهد شمال غرب إفريقيا
فهد شمال غرب إفريقيا أو الفهد الصحراوي هو من النُّوَيعات النادرة والمهددة بالانقراض من الفهود. وجدت في المقام الأول في منطقة شمال إفريقيا. ولا سيما في الجزائر وتوغو والنيجر ومالي وبنين وبوركينا فاسو لكن مجموع أفرادها قد يكون أقل من 250 فرد ناضج في شمال إفريقيا بأكملها.

## حالة الحفظ
يعتبر الفهد الصياد من أندر الحيوانات اللّبونة الكبيرة والأقل معرفة في منطقة إفريقيا. منذ وقت ليس ببعيد، كان الفهد يجول في الأماكن الصحراوية مفترساً الغزلان التي كانت وفيرة وغيرهم من الفرائس الطبيعية. في النصف الثاني من القرن العشرين، تقلص وجود هذا المفترس الصحراوي إلى حد الانقراض نتيجة انخفاض عدد الغزلان التي تتعرض لضغط الصيد وتدمير المَواطن بالإضافة إلى صيد الفهد. وقد أضيف الفهد الصياد إلى اللائحة الحمراء للاتحاد الدولي لصون الطبيعة سنة 2001.

## الوصف
الفهد الشمالي الغربي الإفريقي يختلف تمامًا في مظهره عن الفهود الإفريقية الأخرى. ففروته أقصر وبيضاء تقريبًا، مع بقع تتلاشى من الأسود فوق العمود الفقري إلى البني الفاتح على الساقين. يحتوي الوجه على عدد قليل من البقع أو قد لا يوجد به بقع أساسًا، وغالبًا ما تكون الخطوط المسيلة للدموع (خطوط داكنة تمتد من القناة الإنسية لكل عين إلى جانب الكمامة إلى زاوية الفم) مفقودة. شكل الجسم هو في الأساس نفس شكل الفهد في جنوب الصحراء الكبرى، إلا أنه أصغر إلى حد ما.

## مناطق تواجدها
- فهد منطقة شمال غرب إفريقيا عادة هو شبه انفرادي أو شبه رحل في مجموعات صغيرة، عادة ما تكون على هذا النحو: الأم والأشبال أو مجموعة متحالفة من الذكور والتي عادة ما تكون لها سوى مجموعة صغيرة جدًا.
- تعيش عادة فوق المرتفعات للتعشيش ويعتقد أنها تنتشر في أنحاء غرب وسط الصحراء والساحل متفرقة ومجزأة. ويعتقد الباحثون من وجودها على مرتفعات الهقار بالجزائر، ولكن الأدلة تتشكل على أساس تقرير في عام 2009 التي تقوم على أربعة أفراد وبيانات محدودة.

## الغذاء
- الفريسة الرئيسية لفهد شمال إفريقيا هي الظباء التي تكيفت مع الأراضي القاحلة، مثل مها أبو عدس وغزال دوركاس وغزال المهر وغزال نحيل القرون، كما أنها تستطيع أيضًا افتراس أصغر الحيوانات مثل الأرانب البرية.

## إثبات وجودها

### الجزائر
- في فيفري عام 2009 قام العالم فريد بلبشير بالتعاون مع zsl بالكشف عن أول فهد ما زال يعيش في دول الصحراء وذلك بواسطة كاميرا الفخ التي وضعت على مساحة 2700 كلم في الهقار.بعد أخذ ورد وتأكيد وجود بعضها لما وجدت عينات منها كآثار الأقدام والبراز الذي يميزه.
- وتم تنسيق الجهود من طرف هيئات وخبراء الحياة البرية في كل من الجزائر وفرنسا من أجل شراكة دولية لحماية فهد الصحراء الذي يعيش في منطقتي الهقار والطاسيلي في أقصى الجنوب الجزائري. وقد دق مشاركون في منتدى دولي عقد بمدينة تمنراست ناقوس الخطر مؤخرا أمام تراجع أعداد حيوان الفهد، وأعلنوا جملة من الإجراءات ورفعوا توصيات إلى السلطات لمنع أسباب التضييق على الفهد وتوفير أسباب تكاثره واستقراره.
- وأكد الملتقى الذي نظمته المديرية العامة للغابات الجزائرية بالتعاون مع «مرصد فهد شمال إفريقيا»، على ضرورة إنشاء بنك معلومات حول فهد الصحراء لتمكين الخبراء والدارسين من كل أنحاء العالم من تقديم يد العون للحفاظ عليه وحماية محيطه الطبيعي.
- وتقول فرانسواز كلاغو مديرة المرصد إن الفهد تعرض لمضايقات جعلته يركن إلى قمم الجبال الصخرية حيث لا يتوفر الغذاء إلا نادرا، وأكدت أن مرصدها وهو عبارة عن منظمة غير حكومية تهتم بوضع الفهد في شمال إفريقيا عموما وفي الهقار والطاسيلي خصوصا، تأسست في عام 2005 بعدما توفرت أدلة بأن الحيوان على باب الانقراض وأن العديد من الفهود تم اصطيادها.
- في 2020، رصد فريق من الباحثين الجزائريين التابعين للمديرية الوطنية لمشروع الحظائر الثقافية وإطارات الديوان الوطني للحظيرة الوطنية للأهقار الفهد الصحراوي بمنطقة الأهقار جنوب البلاد، لأول مرة منذ نحو 15 عاما.[7][8][9]

### مصر
- في مصر، كان الفهد متواجداً على نحو واسع في شمال صحراء مصر الغربية، لكنه بات الآن منحصراً في بقعة صغيرة من مساحة موطنه الأساسي، وتحديداً في مُنْخَفَض القَطّارة حيث شاهده فريق عمل بر نامج شمال إفريقيا للتنوع البيولوجي مرة واحدة ولمدة وجيزة.كما عثروا على آثار أقدام الفهد في عدة مواقع في مُنْخَفَض القَطّارة. وثبَّتت بيانات شفهيةّ للبدو والأشخاص الذين يترددون إلى هذه المنطقة وجود، على ما يبدو، مجموعة صغيرة من الفهد في المنطقة تتجول باحثة عن فريسة.[4]
- كنتيجة لهذا المشروع، أدرك المجتمع المحلي جدِّية الدولة في حماية وصون الفهد الصياد وأصبحوا أكثر مقاومةً لقتله خوفاً من العقاب. فقد أُنشئت شبكة من البدو لإعداد تقارير عن رؤية الفهود أو وجود أية آثار لهم، بالإضافة لأي عملية صيد غير شرعية في المنطقة. أخيراً، فقد وُضعت خطة عمل لحماية هذا الحيوان البري داعية إلى إعلان موطن الفهد الحالي في شمال غرب مُنْخَفَض القَطّارة محمية للفهد والغزال.[4]

### المغرب
- في المغرب، برغم عدم رؤية أي فهد في الزيارات الميدانية، أكد البدو الذين يتجولون في أقاليم الصحراء وجود هذا الحيوان. أما المنطقة الأنسب لبقاء الفهد فتقع في الأنظمة الإيكولوجية الموجودة بين المغرب والجزائر من الشرق وموريتانيا من الجنوب الشرقي.

### تونس
- في تونس، جرى البحث في جنوب العاصمة وخاصة في المناطق المتاخمة لليبيا والجزائر، حيث كانت تتواجد الفهود في الماضي. ولكن لم يُعثر على أي مؤشر لإمكانية وجودهم.

### ليبيا
- في ليبيا، اختفى الفهد الصياد من معظم مناطق موطنه الأصلي باستثناء الأقليات المحتملة التي التجأت في بعض المناطق ذات الطبيعة القاسية في عكاكُس، في أقصى جنوب ليبيا وفي منحدرات الجبل الأخضر في الشرق. وقد اختفى هذا النوع في ليبيا بعد الصيد الجائر المكثف الذي مورس بعد سقوط نظام معمر القذافي.[10]

## التعداد
| البلد                  | العدد |
| ---------------------- | ----- |
| جمهورية إفريقيا الوسطى | 157   |
| تشاد                   | 118   |
| الجزائر                | 87    |
| مالي                   | 53    |
| النيجر                 | 19    |
| بنين                   | 13    |
| بوركينا فاسو           | 7     |
| المغرب                 | 4     |
| مصر                    | 2     |
| ليبيا                  | 2     |

## وصلات خارجية
- صفحة تهتم بفهد شمال إفريقيا
- موقع جمعية الحيوانات الطبيعة zsl